# Den danske Treårsekspedition til Østgrønland 1931-34
Treårsekspeditionen til Østgrønland 1931-34 var en dansk polarekspedition, ledet af den danske geolog og professor Lauge Koch. Ekspeditionen var den hidtil største Grønlandsekspedition med 109 deltagere og blev finansieret af private investorer, Carlsbergfondet og staten. Udover kortlægning og undersøgelse af geologi, fauna mv., havde ekspeditionen også et politisk formål, nemlig at dokumentere Danmarks suverænitet over området i forhold til den opståede konflikt med Norge, der i sommeren 1931 havde okkuperet et område mellem 71. og 76. nordlige breddegrad på Østgrønland.
Ekspeditionen opnåede store faglige resultater, bl.a. på grund af brug af flyvemaskiner og benyttelse af radiokommunikation mellem ekspeditionens forskellige stationer og skibe. Imidlertid opstod der efter ekspeditionen faglig uenighed mellem Lauge Koch og en række danske geologer, der i de følgende år fyldte meget i dagspressen og som dels førte frem til en højesteretsdom i 1938 og dels en årelang opsplitning af den danske geologiske forskning i Grønland.

## Ekspeditionens baggrund
Mod slutningen af 1800-tallet blev der iværksat en række Nordpolsekspeditioner og først i 1907 blev det fastslået, at Grønland var en ø.
Fra dansk side blev der gennemført talrige Grønlandsekspeditioner for at kortlægge de "hvide" pletter på landkortet, men også for at undersøge geologiske forhold, arkæologi, fauna og inuitternes sprog og kultur. Udforskningen af Grønland bar præg af de daværende transportmidler med skib og hundeslæde og ikke mindst det barske klima. Østgrønland og Nordgrønland var derfor de sidste områder som blev kortlagt, fordi havisen sætter begrænsninger for hvor langt mod nord, man kunne sejle.
Et andet eksempel på en af de mange ekspeditioner var Danmark-ekspeditionen i 1906-1908.
Lauge Koch havde deltaget i flere Grønlandsekspeditioner, bl.a. den 2. Thule-ekspedition og han var selv blevet leder af bl.a. Jubilæumsekspeditionen Nord om Grønland (1920-1923) og en geologisk ekspedition til Østgrønland i 1926-1927 med udgangspunkt i Scoresbysund.

### Striden med Norge om Østgrønlands juridiske status
I 1924 indgik Danmark og Norge en traktat, der gav norske fiskere ret til at overvintre og på nærmere angivne vilkår udøve jagt og fiskeri i Østgrønland (bortset fra områderne omkring Angmagssalik og Scoresby Sund), samt at der kunne opføres stationer for radiotelegrafi, vejrmelding mv. Traktaten var kommet i stand på baggrund af stigende international interesse for polaregnene og især norske aktiviteter i området. I årene op til traktaten havde Danmark arbejdet diplomatisk på at sikre sig tilkendegivelser fra en række stater om, at de ikke ville bestride dansk overhøjhed over hele Grønland. Norge ville ikke give et tilsvarende tilsagn og i forbindelse med traktaten blev der udvekslet noter om, at hver part uanset traktaten ikke ville opgive deres principielle synspunkter, der for Norges vedkommende gik ud på, at dele af Østgrønland var en slags "ingenmandsland".
Traktaten skabte en vis ro om "grønlandsspørgsmålet" og Lauge Koch skrev i sin beretning om ekspeditionen til Østgrønland i 1926-27, at de på tilbagevejen fra Danmarkshavn til Scoresbysund besøgte de nordligste nordmænd syd for Clavering ø. Her kom han i diskussion med en norsk fisker og bonde fra Nordnorge, som ikke kunne forstå, hvorfor danskerne dog havde indgået traktaten med Norge. Lauge Koch havde svaret:
| Citat      | Havde vi ikke den Traktat, kunde vi ikke sidde fredeligt her og diskutere; saa maatte vi holde Militær i Husene heroppe, vi maatte opreholde en Række Formaal, der kun vilde være levedygtige i Kraft af Konkurrencen mellem Nationerne, værdiløse, men kostbare Foranstaltninger. Nu derimod er der kommet Ro om Østgrønland. Der har altid været altfor lidt reelt til at kunne motivere den fuldkommen uværdige Broderstrid, der gik forud for Traktatens Vedtagelse. | Citat |
| Lauge Koch | |       |

Den norske tilstedeværelse på østkysten blev intensiveret de følgende år, hvor der bl.a. blev opført en række fangsthytter i området nord for Angmagssalik.I Danmark forberedte Lauge Koch sin næste store ekspedition til Østgrønland og den 16. juni 1931 sejlede han på ny afsted mod Grønland med to lastede ishavsdampere.
Senere i samme måned ændredes billedet imidlertid dramatisk, da en gruppe på 5 nordmænd ved den norske radiostation (norsk)Myggbukta (Myggebugten) hejste det norske flag den 27. juni 1931 og sendte et telegram tilbage til Norge hvori de erklærede, at de i kong Haakons navn havde okkuperet området mellem Carlsbergfjorden og Besselsfjord og at de havde kaldt området for "Eirik Raudes Land" (Erik den Rødes Land). Okkupationen var kulminationen på en stigende nationalistisk bølge i Europa. I Norge frygtede man, at den danske treårsekspedition, der den 16. juni 1931 var afgået fra København med kurs mod Østgrønland, ville forbedre Danmarks muligheder med hensyn til at kunne hævde suveræniteten over hele Grønland. Den private okkupation blev fulgt op af det norske Stortinget, der med en enstemmig beslutning den 10. juli 1931 valgte at annektere området. Danmark reagerede straks ved at indbringe sagen for Den Faste Domstol for Mellemfolkelig Retspleje i Haag. Samtidig fik Lauge Koch politimyndighed over Østgrønland.
Ved afgørelse af 5. april 1933 fastslog domstolen, at den norske okkupation var ulovlig og ugyldig. Under retssagen var Lauge Koch til stede og redegjorde bl.a. for Danmark-ekspeditionen.

## Ekspeditionen og dens resultater

### Grundlaget
Lauge Koch havde i sommeren 1930 ledet en ekspedition til Østgrønland og da han vendte hjem gik han i gang med at planlægge den hidtil største og mest moderne ekspedition til Grønland, der skulle løbe over tre år. Det fremgår af oplægget til treårsekspeditionen, der blev offentliggjort i december 1930 (optrykt i Geografisk Tidsskrift) , at ekspeditionens videnskabelige arbejde ledes af en komité under forsæde af statsminister Th. Stauning og med direktøren for Grønlands styrelse Jens Daugård-Jensen (1871-1938) som formand. Komiteen bestod endvidere af zoologen professor Adolf Severin Jensen (1866-1953), geologen doktor Victor Madsen (1865-1947), oceanografen, professor og rektor ved Københavns Universitet Martin Knudsen (1871-1947), direktøren for Geodætisk Institut N.E. Nørlund, botanikeren C.H. Ostenfeld (der efter sin død erstattedes af Knud Jessen), inspektør ved Nationalmuseet Th. Thomsen samt departementschef i Undervisningsministeriet C.F. Graae (1875-1948).
Målet for ekspeditionen var at undersøge området mellem Scoresby Sund og Danmarks Havn. Det økonomiske grundlag var kommet i stand på baggrund af en væsentlig støtte fra Carlsbergfondet, der ydede 300.000 kr. og at staten stillede 2 polarskibe (ishavsdampere) "Gustav Holm" og "Godthåb" til rådighed. Skibene blev bl.a. udstyret med ekkolod, 4 motorbåde og 2 rejsebåde samt en specialbygget båd med pumper og spil til zoologisk-hydrografiske undersøgelser. Fra privat side blev der også ydet pengegaver til ekspeditionen, samt radioudstyr både som lån og som gave, hvilket betød, at de forskellige hold kunne kommunikere med hinanden og med skibene. Ekspeditionen kostede samlet 1,3 millioner kroner, hvoraf de private pengegaver udover bidraget fra Carlsbergfondet udgjorde en tredjedel.
Der skulle opføres to hovedstationer, som udgangspunkt for ekspeditionens arbejde. Den nordligste station på Clavering Ø og den sydligere station på Ella Ø. På disse stationer skulle en del af ekspeditionens medlemmer overvintre, mens øvrige deltagere kom til og gik i sommerperioderne. Hver hovedstation skulle have en bistation, til forårs- og efterårsarbejde og hvor det ville være muligt at overnatte. Endvidere skulle der opføres forskellige "rejsehuse" på de steder, hvor der skulle foretages specielle undersøgelser. Husene skulle også tjene som mellemstationer for rejser med båd eller hundeslæde imellem stationerne. Desuden skulle der udlægges depoter ved husene med petroleum og pemmikan.
Deltagerne skulle i forskellige hold undersøge kartografisk-geologiske forhold, undersøge biologi og zoologi, plantegeologiske og planteøkologiske forhold, marinbiologiske og senere foretage hydrologiske undersøgelser. Endvidere skulle der foretages arkæologiske undersøgelser. Holdende skulle efter hver år skifte plads, så hele området blev undersøgt af de forskellige faggrupper. Desuden ville der med radiokommunikationen, bådene og hundeslæderne være mulighed for at videnskabsmændene kunne mødes og drøfte problemstillinger på tværs af faggrupper og drage nytte af hinandens erfaringer og viden.

### Ekspeditionen
Den 16. juni 1931 var dagen, hvor ekspeditionens 2 skibe sejlede afsted fra Trangraven i Københavns Havn. Det skete under stor bevågenhed. Statsradiofonien var mødt op og sendte fra begivenheden og statsminister Stauning holdt en afskedstale. Kajen og havneområdet var fyldt med folk, der på nærmeste hold, ville bevidne afrejsen. Turen gik først over Færøerne, hvor 4 grønlandske deltagere med deres hunde og slæder var blevet sejlet til fra Vestgrønland. Skibene sejlede derefter videre til Island, hvor der blev lastet kul til dampskibene. Herefter gik det igen nordover langs pakiskanten indtil man fik forceret isbarrieren og arbejdet sig vestover gennem isflagerne frem til Clavering Ø's sydligste fremspring: "Eskimonæs", som man nåede i begyndelsen af august 1931.  Her gik man i gang med at opføre den første overvintringsstation med radiosender.  Efter at have losset bygningsmateriale drog "Gustav Holm" videre sydpå, for inden hjemrejsen 3 uger senere, at opføre de 2 mindre rejsehuse, et i Nordfjorden og et i Cap Brown, samt den anden store overvintringsstation på Ella Ø, som de nåede frem til den 13. august 1931.
Efter at have færdiggjort stationen på Clavering Ø, rejst sendemasten, installeret motor og akkumulator til strømforsyning for lys og radiosender, udpakket videnskabeligt udstyr mv. og pakket proviant i sideskurene, kunne "Godthåb" den 20. august efterlade det første overvintringshold på Eskimonæs og sejle efter "Gustav Holm" mod syd.
Da skibene vendte tilbage til østkysten i sommeren 1932, medbragte de 2 af marinens Heinkel (H. M. II) pontonfly med 12 hjælpere (piloter, fotografer og mekanikere). Allerede i 1920'erne havde man tænkt på muligheden at kortlægge Grønland fra luften og i 1929 blev søløjtnant Axel Schmidt sendt til Grønland for at undersøge mulighederne for beflyvning, og han vendte hjem med positive anbefalinger. Beslutning og finansiering hertil skete uden problemer efter at den norske okkupation havde fundet sted.
Flyene fik afgørende betydning for ekspeditionens videre forløb. Fotografering fra luften gav betydelige fordele med hensyn til kortlægning, men flyene kunne også benyttes i forhold til rekognoscering, for eksempel i forbindelse med at finde en fremkommelig vej for skibene gennem pakisen.
I sommeren 1932 blev der opført yderligere en station "Kulhus", der var endnu nordligere beliggende på Hochstetter Forland. Navnet Kulhus skyldes beliggenheden tæt ved områder, hvor der var fundet aflejringer af kul.

#### Kortlægning
Ved ekspeditionens start i 1931 var formålet for et lille antal deltagere fra Geodætisk Institut, at foretage opmålinger, der kunne danne grundlag for et kort i målestoksforholdet 1:500.000. Opmålingen skulle foretages med gammelkendte metoder, men med det mest moderne udstyr, der kunne anvendes til opgaven. Med tilførslen af flyvemaskiner udstyret med moderne fototeknik blev muligheden for at foretage kortlægning fuldstændig ændret og fremover var det nu muligt at kortlægge større områder i en højere opløsning på kortere tid. Ved hjælp af en såkaldt "Aerokartograf", der består af et stereoskop og en tegnemaskine, kan man ved at tegne efter det tredimensionelle billede, som gengives ved hjælp af to flyvefotografier i stereoskopet, få aftegnet konturer og højdekurver. Maskinen skal indstilles i forhold til målestoksforhold og desuden skal billedet justeres i forhold til målepunkter, der svarer til forholdene i virkeligheden.
Det blev herefter kortlægningsholdets opgave, at udpege og oprette et tilstrækkeligt antal målepunkter, som let vil kunne genfindes på flyfotografierne. Desuden skulle hver enkelt målepunkt stedfæstes som et præcist sted på jordkloden. Dette blev til dels tilvejebragt med instrumenter til vinkelmåling i forhold til himmellegemerne og præcise tidsangivelser. Tiden kunne nu også fastslås via radiosignaler, fordi der var blevet påbegyndt udsendelse af videnskabelige tidssignaler fra europæiske og amerikanske radiostationer flere gange dagligt. Desuden blev målepunkterne af opmålerne på landjorden dokumentet ved hjælp af skitser samt fotografier.
Flyvefotografierne blev optaget med særligt lysfølsomme "Eagle"-kameraer, der kunne opvarmes, på grund af de meget lave temperaturer i 4000 meters højde, hvorfra flyvemaskinerne overfløj de områder, der skulle fotograferes. Kameraerne blev monteret under flyvemaskinerne og billederne blev straks efter landing fremkaldt i nogle feltmørkekamre, så man med det samme kunne se, om man havde opnået tilfredsstillende resultater.
På grund af de forbedrede muligheder for kortlægning blev det besluttet at udarbejde kort i målestoksforholdet 1:200 000, dvs. en væsentligt bedre opløsning end oprindeligt planlagt. Hele området mellem Scoresbysund og nord for Danmarkshavn blev detaljeret kortlagt af ekspeditionen. Desuden kunne man, ved at sende en flyvemaskine ind over indlandsisen, lande på en indsø og sætte en landmåler ned i et område, som ellers var ufremkommeligt, få oprettet målepunkter så grænserne for kortene kunne udvides. Det lykkedes på den måde at få indtegnet gletsjere og i øvrigt få angivet indlandsisens udbredelse.
Der blev også foretaget flyvninger nord for Danmarkshavn og områderne bag ved Scoresbysund. Disse områder havde tidligere været "hvide pletter" på kortet, men kunne nu aftegnes med angivelse af fordelingen mellem fjelde og is. Disse korts nøjagtighed var dog ikke helt præcise, men kunne udregnes på baggrund af krydspejlinger til kendte punkter.
Som et kuriosum i forbindelse med flyvningens historie skal det nævnes, at Charles Lindbergh og hans kone Anne Morrow besøgte ekspeditionen i 1933 på en af deres flyvninger, hvilket fik Lauge Koch til at opkalde nogle fjelde efter ham.

##### Navngivning
En del af kortlægningsopgaven består i at angive navne for de bjerge, fjorde, områder osv., som kortet skal gengive. Der har gennem tiden været en række ekspeditioner fra forskellige lande til områder i Østgrønland, der ikke tidligere har været kortlagt. Derfor er der talrige eksempler på, at det samme sted er blev navngivet flere gange og desuden er navngivningen også et led i den politiske proces med at understrege et tilknytningsforhold. Eksempelvis kaldte de norske okkupanter det besatte område for "Eirik Raudes Land", men da Lauge Koch i 1932 fløj over området, kaldte han området for "Kong Christian X's Land, hvilket samme år blev påført kort udgivet af Geodætisk Institut. Navnet på området skete i forlængelse af den danske tradition med at opkalde landområder i Grønland efter de danske regerende monarker på det tidspunkt, hvor området blev udforsket. Treaarsekspeditionen navngav mere end 500 nye stednavne. Mange navne havde reference til videnskabsmændene eller andre med tilknytning til ekspeditionen, fx "Stauning Alper", "Barnabas Dal" og "Benjamin Dal", men også navne efter andre fjerne lokaliteter, som de gav mindelser om, såsom "Emilia Bjerg" (Mt. Emilia, Italien) eller "Himmerland" (efter den jyske lokalitet). Nogle bjergtoppe fik navn efter kirker eller deres kirketårne, men kun en enkelt blev opkaldt efter en bestemt kirke, nemlig "Grundtvigskirken" i København. Ved en fejl blev bjerget i øvrigt på Geodætisk Instituts kort fra 1972 angivet på et forkert sted med en top på 1882 m i stedet for den nærliggende bjergtop på 1977 m. 4 kilometer væk.
I 1934 blev der oprettet et "Stednavneudvalg for Grønland", der skulle godkende og fastlægge de officielle navne (I forbindelse med indførelsen af Grønlands hjemmestyre i 1979, blev kompetencen overtaget af Nunat Aqqinik Aalajangiisartut /Grønlands stednavnenævn). Ved det første møde i en komite under stednavneudvalget i 1934, blev stort set alle norske navne angivet af "Norges Svalbard- og Ishavsundersøkelser" (NSIU) vurderet og afvist som officielle navne. De fleste navne foreslået af britiske og schweiziske videnskabsfolk blev også afvist som for fremmedklingende, selv om de var forsøgt fordanskede, og blev erstattet af forslag fra Geodætisk institut.

#### Geologi
Gruppen af geologer var den største af arbejdsholdene og der var mange udenlandske deltagere blandt dem. Opgaverne bestod i at beskrive området overordnet geologisk, men også at foretage undersøgelser og søgen efter mineraler og malmforekomster, samt palæontologiske udgravninger.
Ekspeditionens overflyvninger og luftfotografier gav indsigt i udbredelsen af bjergryggen langs østkysten og bjergtoppene (nunatakker) i indlandsisen og gletsjerne langt inde i landet. Arbejdet resulterede i, at den første sammenhængende geologiske kortlægning af området kunne foretages. Denne kortlægning er af betydning for at kunne vurdere mulighederne for at finde mineraler og råstoffer. 
Med elektriske malmsøgningsapparater og seismiske undersøgelser blev undergrunden undersøgt på udvalgte områder, men det var besværligt at fragte udstyret rundt i området med båd og på islandske heste. Nogle af de interessante områder lå utilgængelige op ad stejle bjergvægge og undersøgelser af grus i overfladen ville næppe kunne sige noget afgørende om kvantitet eller kvalitet af malmforekomster, på grund af den forvitring bjergene har været udsat for. Større mængder af malm i overfladen kan man derfor ikke forvente at finde.
I området ved Kulhus var der fundet kul og her kunne ekspeditionen forsyne sig med med brændsel til overvintringsholdene.
I bjergsiderne mod den yderste del af Franz Josephs fjord på Gauss-halvøen (nordøst for Ella ø), havde palæontologerne travlt med at hugge stenblokke ud af de fossilførende lag. Der var tale om fossiler fra den Østgrønlandske devoniske dyreverden fra for flere hundrede millioner år siden. Især fundet af fossiler fra "stegocephalerne" (firbenede fisk), en mellemtype mellem fisk og padder, vakte interesse, fordi de udfyldte et hul i hvirveldyrenes udviklingshistorie, men også forskellige uddøde typer af panserhajer, som ikke var fundet tidligere vakte interesse.

#### Zoologi og Botanik
De to eksisterende bygder på østkysten, Angmagssalik og Scorebysund, ligger på kystområder med adgang til det åbne hav og giver adgang til gode muligheder for jagt og fiskeri. Derimod havde man ikke overblik over, i hvilket omfang dyrelivet i de dybe fjorde kunne danne eksistensgrundlag for yderligere bebyggelser med hensyn til jagt og fiskeri. Ekspeditionen foretog mange undersøgelser af det marine miljø, både med vandprøver og opgravning af bundmateriale. Prøverne skulle bruges til at opgøre mængden af føde (plankton, børsteorme, muslinger mv.) til fisk og sæler. Der blev også foretaget målinger af dybdeforhold, temperaturer og saltindhold, både sommer og vinter. Resultaterne viste, at selv de frodigste lokaliteter i de østgrønlandske fjorde kun nåede op til minimumstallene for de europæiske fiskebanker. Desuden fandt man, at væksten af "fødedyr" var meget langsom og at det derfor ikke kunne anbefales at eksperimentere med bosættelser inde i fjordene. Derudover foretog ekspeditionen indgående studier af plankton som viste, at de forekom i meget begrænset omfang i 8-9 måneder af året, men når lyset kom frem om sommeren udviklede plankton sig eksplosionsagtigt og skabte grundlag for en kortvarig frodighed.
Meget af plantelivet på Østgrønland var allerede beskrevet af foregående ekspeditioner, så treårsekspeditionens opgave var at videreføre dette arbejde og gå mere systematisk til værks. Botanikerne fik nu beskrevet hvordan vegetationen udviklede sig i forhold til hvordan sneen havde lagt sig og "oversomrer" eller hvordan jorden flyttede sig i såkaldte flydejordgletsjere på skrænterne, som opstod når sommerens varme optøede det øverste jordlag, der kunne flyde oven på en evig frossen isbund. Floraen, der minder meget om Alpernes, er kendetegnet ved langsom vækst, på grund af den meget korte sommer. De fleste planter er derfor flerårige. Der er ingen træer og det er ikke planterne, der præger landskabet. Der er stort set kun god bevoksning på landområder, der ligger under 100 m højde over havoverfladen.

#### Arkæologi
Formålet for arkæologerne på ekspeditionen var at finde og undersøge spor efter landets oprindelige folk. Sidste beretning om grønlændere på ekspeditionens område, var tilbage i august 1823, hvor den engelske kaptajn Charles Douglas Clavering havde haft kontakt med 12 personer på deres sommerboplads. Arkæologerne fandt hurtigt tegn på tidligere menneskelig aktivitet. Stendynger på stranden havde været brugt som depot og andre stensætninger havde fungeret som fælder. Ekspeditionen finder også teltringe, sten i en rundkreds eller som en firkant, der har været benyttet til at holde teltskindene fast ved jorden. Teltringene var omgivet af utallige dyreknogler og træstumper med mærker efter økse, kniv eller drilbor. Der er ikke rester af huse, så det er tegn på en sommerboplads. I omegnen af sommerbopladsen støder man på grave, dvs. et kammer bygget af sten, da man ikke har gravet de døde ned i jorden. Her finder man enkelte ejendele i form af våben, husgeråd eller legetøj, som de døde har fået med sig i graven. Man finder også mange vinterbopladser, med huse gravet ned i jorden, stensatte vægge og en gang dækket af store flade sten. Andre er faldet sammen og ses kun som en fordybning, dækket af græs, pil og lyng. Redskaber, husgeråd, uloer og megen anden viden om eskimoerne i området blev indsamlet.

## Efterspil

### De videnskabelige resultater
I den foreløbige opgørelse som Gunnar Seidenfaden foretog i august 1937, var der allerede publiceret arbejder fra 29 af deltagerne og fra det geologiske arbejde var 61 afhandlinger offentliggjort i "Meddelelser fra Grønland" og med endnu flere under udarbejdelse. Samlet 4673 sider med figurer, fotografier, kort mv. Biologerne havde bidraget med 7 afhandlinger om plantelivet (1045 sider), bl.a. med plancher over sjældne og hidtil ukendte arter. Hos zoologerne var 14 afhandlinger blevet afleveret på 830 sider, ligeledes med plancher og figurer, samt med dybdekort for de marine undersøgelser. Ligeledes havde arkæologerne bidraget med et par store værker på op mod 300 sider spækket med afbildninger af eskimoernes redskaber og husgeråd. Endelig havde Geodætisk Institut udarbejdet helt nye kort, der som Seidenfaden skriver:
"Med Geodætisk Instituts nye Kort i Haanden, der med deres rene Farver, deres klare Konturer og skarpt staaende Linier betegner Højdepunktet af Reproduktionsteknik, føler man sig i vore Dage i Østgrønland som paa en Udflugt i Nordsjælland, man kan punkt for punkt følge sin Rute på Kortet. Hvad dette betyder for Landets videre Udforskning kan næppe overvurderes."

### "Lauge Koch sagen"
I september 1935 udgav Lauge Koch bogen "Geologie von Grönland", som var et bidrag til en tysk håndbogsserie om jordens geologi. Bogen indeholdt bl.a. kortmateriale, som Koch havde tegnet baseret på flyvningerne under treårsekspeditionen. Bogen blev i en anmeldelse voldsomt kritiseret af ni danske og to tyske geologer, der i december 1935 fremkom med deres kritik i dagspressen og havde fremsendt 600 kopier på engelsk af deres anmeldelse til geologer over hele verden. Kritikken lød blandt meget andet på "misforståelser og ikke beviste påstande" og "tilegnelse af andres resultater". Endvidere fremsatte de forslag om at ekskludere Koch som medlem af Dansk Geologisk Forening. Koch svarede igen med et sagsanlæg mod "de elleve" for injurier. Sagen endte i Højesteret, der anså den oprindelige kritik i boganmeldelsen for værende indenfor rammerne af videnskabelig ytringsfrihed, hvorimod pressemeddelelserne og forslaget om eksklusion blev kendt retsstridige. "De elleve" blev pålagt at betale 2.000 kr. i sagsomkostninger, Koch havde måttet betale 3.500 i sagsomkostninger den forudgående landsretsdom.
Stridens eftervirkninger trak spor efter sig i mange år. Der opstod dog en slags borgfred mellem de danske geologer, således at Lauge Koch efter krigen kunne fortsætte med at udforske Østgrønland med bevillinger fra Grønlands Styrelse, mens Grønland Geologiske Undersøgelser finansierede de øvrige geologer ved arbejde i Vest- og Sydgrønland.

## Appendix

### Oversigt over ekspeditionens deltagere[47]
Antallet af deltagere i treårsekspeditionen, der varede 4 somre og 3 vintre, udgjorde i alt 109 personer, hvortil kommer de mere en 90 søfolk, der var ombord på Isdamperne.
Deltagerne i arbejdsholdene var en række videnskabsfolk og studerende fra Danmark, Sverige, Finland, Tyskland og Schweiz, nogle grønlandske fangere og hundeslædeførere, samt piloter, fotografer og mekanikere til flyene.

#### Ekspeditionens ledelse
| Deltagere          | Funktion          | Sommer 1931 | Sommer 1932 | Sommer 1933 | Sommer 1934 |
| ------------------ | ----------------- | ----------- | ----------- | ----------- | ----------- |
| Lauge Koch         | Ekspeditionsleder |             |             |             |             |
| Gunnar Seidenfaden | Udrustningschef   |             |             |             |             |
| Ejnar Tulinius     | Ekspeditionslæge  |             |             |             |             |

#### Isdamperne
De to statslige isdampere "Gustav Holm" og Godthåb" sejlede op til ekspeditionsområdet om sommeren og hjem igen om efteråret. Godthåb deltog ikke ekspeditionens sidste år. De havde hver en besætning på omkring 20 mand, og som det ses af nedenstående oversigter, med en hel del udskiftninger år for år.
| Deltagere               | Sommer 1931 | Sommer 1932 | Sommer 1933 | Sommer 1934 |
| ----------------------- | ----------- | ----------- | ----------- | ----------- |
| H.L. Rosfeldt           |             |             |             |             |
| L.M. Coulet Svendsen    |             |             |             |             |
| P.V. Funder             |             |             |             |             |
| R.E. Nielsen            |             |             |             |             |
| W.S. Poulsen            |             |             |             |             |
| H.K. Sandborg           |             |             |             |             |
| J.L. Jensen             |             |             |             |             |
| S. Aa. Nielsen          |             |             |             |             |
| A.J. Christensen        |             |             |             |             |
| E. Cortsen              |             |             |             |             |
| J. Hertz                |             |             |             |             |
| S.A. Olufsen            |             |             |             |             |
| F.B. Sundvig            |             |             |             |             |
| N. Pihlkjær Christensen |             |             |             |             |
| K.H.M. Christiansen     |             |             |             |             |
| E.A. Kørner             |             |             |             |             |
| C.A. Larsen             |             |             |             |             |
| E. Vestergaard          |             |             |             |             |
| H.R. Hansen             |             |             |             |             |
| N.C. Westmar            |             |             |             |             |
| T.M. Jørgensen          |             |             |             |             |
| H. Lindahl-Holst *)     |             |             |             |             |
| S.G.D. Christensen      |             |             |             |             |
| G.R.G. Madsen           |             |             |             |             |
| J. Gren                 |             |             |             |             |
| E. Krarup               |             |             |             |             |
| M.E.H. Schmidt          |             |             |             |             |
| C.H. Kjøller            |             |             |             |             |
| R. Rasmussen            |             |             |             |             |
| H. Hejde                |             |             |             |             |
| H.H.J. Ipsen            |             |             |             |             |
| M.A. Hansen             |             |             |             |             |
| B. Andersen             |             |             |             |             |
| O. Møller               |             |             |             |             |
| A. Møller *)            |             |             |             |             |
| J.L. Jensen             |             |             |             |             |
| P. Mikkelsen            |             |             |             |             |
| Aa. Mathiesen           |             |             |             |             |
| H. Beldring             |             |             |             |             |
| L. Sevel                |             |             |             |             |
| N.P. Hansen             |             |             |             |             |
| G.J.A. Hansen           |             |             |             |             |
| Ch. Fosmark *)          |             |             |             |             |
| B.P. Lyngbæk            |             |             |             |             |
| I.P.C. Jansen           |             |             |             |             |
| C.O. Christiansen       |             |             |             |             |
| H.P. Hansen             |             |             |             |             |
| I.C.B Egerod            |             |             |             |             |
| B.J.E. Vinkel           |             |             |             |             |
| N.P. Jensen             |             |             |             |             |
| N.B.G.K. Jensen         |             |             |             |             |
| C.C.F. Larsen           |             |             |             |             |
| E. L.J. Ulriksen        |             |             |             |             |

| Deltagere            | Sommer 1931 | Sommer 1932 | Sommer 1933 |
| -------------------- | ----------- | ----------- | ----------- |
| H.G. Nordhoek        |             |             |             |
| P.M.J.Hansen         |             |             |             |
| P.L. Rasmussen       |             |             |             |
| S.L. Baumback        |             |             |             |
| A. Schultz           |             |             |             |
| Ch. Fosmark *)       |             |             |             |
| H.E. Jønsson         |             |             |             |
| A. Hansen            |             |             |             |
| A. Albertsen         |             |             |             |
| A. Onsberg           |             |             |             |
| E. Risum             |             |             |             |
| T. Søegaard          |             |             |             |
| Aa. P. Henriksen     |             |             |             |
| H.L. Fabricius       |             |             |             |
| K.H. Larsen          |             |             |             |
| K.A. Ludvigsen       |             |             |             |
| H.L. Rosfeldt        |             |             |             |
| A. Møller *)         |             |             |             |
| A. Christensen       |             |             |             |
| K.A. Olsen           |             |             |             |
| P. Vilsen            |             |             |             |
| E. Thygesen          |             |             |             |
| I.H. Jørgensen       |             |             |             |
| K.A. Bang            |             |             |             |
| K.J. Steffensen      |             |             |             |
| P.T.V. Mikkelsen     |             |             |             |
| J. C. Jørgensen      |             |             |             |
| K. Nielsen           |             |             |             |
| H. Lindahl-Holst *)  |             |             |             |
| L.E. Block-Jørgensen |             |             |             |
| N.C. Nielsen         |             |             |             |
| J.H. Jørgensen       |             |             |             |
| E.V. Lund            |             |             |             |
| K.T. Bang            |             |             |             |
| K.J. Steffensen      |             |             |             |
| B.Andersen           |             |             |             |
| N.P. Jensen          |             |             |             |
| B. Forsberg          |             |             |             |
| E.V. Christensen     |             |             |             |
| C. Christiansen      |             |             |             |
| R. Hansen            |             |             |             |

| Deltagere               | Sommer 1931 | Sommer 1932 | Sommer 1933 | Sommer 1934 |
| ----------------------- | ----------- | ----------- | ----------- | ----------- |
| H.L. Rosfeldt           |             |             |             |             |
| L.M. Coulet Svendsen    |             |             |             |             |
| P.V. Funder             |             |             |             |             |
| R.E. Nielsen            |             |             |             |             |
| W.S. Poulsen            |             |             |             |             |
| H.K. Sandborg           |             |             |             |             |
| J.L. Jensen             |             |             |             |             |
| S. Aa. Nielsen          |             |             |             |             |
| A.J. Christensen        |             |             |             |             |
| E. Cortsen              |             |             |             |             |
| J. Hertz                |             |             |             |             |
| S.A. Olufsen            |             |             |             |             |
| F.B. Sundvig            |             |             |             |             |
| N. Pihlkjær Christensen |             |             |             |             |
| K.H.M. Christiansen     |             |             |             |             |
| E.A. Kørner             |             |             |             |             |
| C.A. Larsen             |             |             |             |             |
| E. Vestergaard          |             |             |             |             |
| H.R. Hansen             |             |             |             |             |
| N.C. Westmar            |             |             |             |             |
| T.M. Jørgensen          |             |             |             |             |
| H. Lindahl-Holst *)     |             |             |             |             |
| S.G.D. Christensen      |             |             |             |             |
| G.R.G. Madsen           |             |             |             |             |
| J. Gren                 |             |             |             |             |
| E. Krarup               |             |             |             |             |
| M.E.H. Schmidt          |             |             |             |             |
| C.H. Kjøller            |             |             |             |             |
| R. Rasmussen            |             |             |             |             |
| H. Hejde                |             |             |             |             |
| H.H.J. Ipsen            |             |             |             |             |
| M.A. Hansen             |             |             |             |             |
| B. Andersen             |             |             |             |             |
| O. Møller               |             |             |             |             |
| A. Møller *)            |             |             |             |             |
| J.L. Jensen             |             |             |             |             |
| P. Mikkelsen            |             |             |             |             |
| Aa. Mathiesen           |             |             |             |             |
| H. Beldring             |             |             |             |             |
| L. Sevel                |             |             |             |             |
| N.P. Hansen             |             |             |             |             |
| G.J.A. Hansen           |             |             |             |             |
| Ch. Fosmark *)          |             |             |             |             |
| B.P. Lyngbæk            |             |             |             |             |
| I.P.C. Jansen           |             |             |             |             |
| C.O. Christiansen       |             |             |             |             |
| H.P. Hansen             |             |             |             |             |
| I.C.B Egerod            |             |             |             |             |
| B.J.E. Vinkel           |             |             |             |             |
| N.P. Jensen             |             |             |             |             |
| N.B.G.K. Jensen         |             |             |             |             |
| C.C.F. Larsen           |             |             |             |             |
| E. L.J. Ulriksen        |             |             |             |             |

| Deltagere            | Sommer 1931 | Sommer 1932 | Sommer 1933 |
| -------------------- | ----------- | ----------- | ----------- |
| H.G. Nordhoek        |             |             |             |
| P.M.J.Hansen         |             |             |             |
| P.L. Rasmussen       |             |             |             |
| S.L. Baumback        |             |             |             |
| A. Schultz           |             |             |             |
| Ch. Fosmark *)       |             |             |             |
| H.E. Jønsson         |             |             |             |
| A. Hansen            |             |             |             |
| A. Albertsen         |             |             |             |
| A. Onsberg           |             |             |             |
| E. Risum             |             |             |             |
| T. Søegaard          |             |             |             |
| Aa. P. Henriksen     |             |             |             |
| H.L. Fabricius       |             |             |             |
| K.H. Larsen          |             |             |             |
| K.A. Ludvigsen       |             |             |             |
| H.L. Rosfeldt        |             |             |             |
| A. Møller *)         |             |             |             |
| A. Christensen       |             |             |             |
| K.A. Olsen           |             |             |             |
| P. Vilsen            |             |             |             |
| E. Thygesen          |             |             |             |
| I.H. Jørgensen       |             |             |             |
| K.A. Bang            |             |             |             |
| K.J. Steffensen      |             |             |             |
| P.T.V. Mikkelsen     |             |             |             |
| J. C. Jørgensen      |             |             |             |
| K. Nielsen           |             |             |             |
| H. Lindahl-Holst *)  |             |             |             |
| L.E. Block-Jørgensen |             |             |             |
| N.C. Nielsen         |             |             |             |
| J.H. Jørgensen       |             |             |             |
| E.V. Lund            |             |             |             |
| K.T. Bang            |             |             |             |
| K.J. Steffensen      |             |             |             |
| B.Andersen           |             |             |             |
| N.P. Jensen          |             |             |             |
| B. Forsberg          |             |             |             |
| E.V. Christensen     |             |             |             |
| C. Christiansen      |             |             |             |
| R. Hansen            |             |             |             |

#### Arbejdshold
Arbejdsholdene blev sejlet op og fordelt på stationerne og arbejdede i felten eller på havet i de korte, men hektiske sommerperioder.
| Der var følgende hold: - Geologi - Kartograf - Flyvere/Luftfoto - Zoologi/Hydrografi - Botanik - Arkæologi - Stationspersonale \| Deltagere \| Sommer 1931 \| Sommer 1932 \| Sommer 1933 \| Sommer 1934 \| \| ---------------------- \| ----------- \| ----------- \| ----------- \| ----------- \| \| Geologhold \| \| \| \| \| \| H. Frebold \| \| \| \| \| \| H. Poser \| \| \| \| \| \| D. Malmqvist \| \| \| \| \| \| G. Säve-Söderbergh \| \| \| \| \| \| Eigil Nielsen \| \| \| \| \| \| C. Teichert \| \| \| \| \| \| A. Noe-Nygaard \| \| \| \| \| \| Dan Laursen \| \| \| \| \| \| H. Leth-Pedersen \| \| \| \| \| \| B. Pürschel \| \| \| \| \| \| H.G. Backlund \| \| \| \| \| \| T. Säve-Söderbergh \| \| \| \| \| \| A. Lindgren \| \| \| \| \| \| E. Johansson \| \| \| \| \| \| E. Wegman \| \| \| \| \| \| S. Kamman \| \| \| \| \| \| Alexander Jensen \| \| \| \| \| \| A.E. Poulsen \| \| \| \| \| \| M. Køie \| \| \| \| \| \| E.H. Kranck \| \| \| \| \| \| Th. Sahlstein \| \| \| \| \| \| S.H. Hasselbalch \| \| \| \| \| \| O. Eklund \| \| \| \| \| \| J. Gustavson \| \| \| \| \| \| A. Paulin \| \| \| \| \| \| A. Dahl \| \| \| \| \| \| B. Petersen \| \| \| \| \| \| H. Schourup Sørensen \| \| \| \| \| \| H. Bütler \| \| \| \| \| \| C. Bürgi \| \| \| \| \| \| V. Kann Rasmussen \| \| \| \| \| \| G. Ohlsson \| \| \| \| \| \| B. Granström \| \| \| \| \| \| G. Wängsjö \| \| \| \| \| \| J. Troelsen \| \| \| \| \| \| H. Aldinger \| \| \| \| \| \| K. Lupander \| \| \| \| \| \| E. Wenk \| \| \| \| \| \| V. Backlund \| \| \| \| \| \| A. Gansser \| \| \| \| \| \| R. Masson \| \| \| \| \| \| Allan Lind \| \| \| \| \| \| B. Malmberg \| \| \| \| \| \| S. Arnell \| \| \| \| \| \| S. Hansson \| \| \| \| \| \| O. Harder Jensen \| \| \| \| \| \| Richard Nielsen \| \| \| \| \| \| G. Malmqvist \| \| \| \| \| \| E. Drastrup \| \| \| \| \| \| H. Schweitzer \| \| \| \| \| \| O. Seidenfaden \| \| \| \| \| \| Kartografhold \| \| \| \| \| \| Th. Johansen \| \| \| \| \| \| O. Simonsen \| \| \| \| \| \| S.O. Stenør \| \| \| \| \| \| L. Bruhn \| \| \| \| \| \| A.B.C. Madsen \| \| \| \| \| \| V. Devantier \| \| \| \| \| \| P. Halfdaner \| \| \| \| \| \| S. Kofoed \| \| \| \| \| \| A. Arnholz \| \| \| \| \| \| S.A. Larsen \| \| \| \| \| \| E. Drastrup \| \| \| \| \| \| Ib Poulsen *) \| \| \| \| \| \| Flyvere+luftfotografer \| \| \| \| \| \| N.V.Petersen \| \| \| \| \| \| H. Harms \| \| \| \| \| \| J. Münter \| \| \| \| \| \| E. Overbye \| \| \| \| \| \| H. Herschend \| \| \| \| \| \| H.H. Nielsen \| \| \| \| \| \| J. Tovdahl \| \| \| \| \| \| E. Bonde \| \| \| \| \| \| V. Kramme \| \| \| \| \| \| Frode Hansen \| \| \| \| \| \| Frede Kjær \| \| \| \| \| \| H.J. Jensen \| \| \| \| \| \| Juul Sørensen \| \| \| \| \| \| V. Jensen \| \| \| \| \| \| Thorkild Petersen \| \| \| \| \| \| H.V. Jensen \| \| \| \| \| \| K.V. Palskjold \| \| \| \| \| \| A. Hatting \| \| \| \| \| \| H. Bonde-Hansen \| \| \| \| \| \| Greve Rasmussen \| \| \| \| \| \| Zoolog/hydrograf hold \| \| \| \| \| \| G. Thorson \| \| \| \| \| \| A. Pedersen \| \| \| \| \| \| R. Spärck \| \| \| \| \| \| J. Brændegaard \| \| \| \| \| \| Holger Madsen \| \| \| \| \| \| Helge Knudsen \| \| \| \| \| \| Søgaard Andersen \| \| \| \| \| \| H. Ussing \| \| \| \| \| \| E. Møller \| \| \| \| \| \| Botanikerhold \| \| \| \| \| \| Th. Sørensen \| \| \| \| \| \| P.E. Gelting \| \| \| \| \| \| Søren Lund \| \| \| \| \| \| Arkæologhold \| \| \| \| \| \| Helge Larsen \| \| \| \| \| \| A. Schwarck \| \| \| \| \| \| P.V. Glob \| \| \| \| \| \| H. Norling-Christensen \| \| \| \| \| \| Stationspersonale \| \| \| \| \| \| Aa. de Lemos \| \| \| \| \| \| Jørgen Petersen \| \| \| \| \| \| Benjamin Samuelsen \| \| \| \| \| \| Axel Nielsen \| \| \| \| \| \| Johan Davidsen \| \| \| \| \| \| Jørgen Barnabas \| \| \| \| \| \| S.K. Esbensen \| \| \| \| \| \| Ib Poulsen *) \| \| \| \| \| - ) Var både på et kartografhold og på et hold for stationspersonale |             |             |             |             |
| Deltagere | Sommer 1931 | Sommer 1932 | Sommer 1933 | Sommer 1934 |
| Geologhold |             |             |             |             |
| H. Frebold |             |             |             |             |
| H. Poser |             |             |             |             |
| D. Malmqvist |             |             |             |             |
| G. Säve-Söderbergh |             |             |             |             |
| Eigil Nielsen |             |             |             |             |
| C. Teichert |             |             |             |             |
| A. Noe-Nygaard |             |             |             |             |
| Dan Laursen |             |             |             |             |
| H. Leth-Pedersen |             |             |             |             |
| B. Pürschel |             |             |             |             |
| H.G. Backlund |             |             |             |             |
| T. Säve-Söderbergh |             |             |             |             |
| A. Lindgren |             |             |             |             |
| E. Johansson |             |             |             |             |
| E. Wegman |             |             |             |             |
| S. Kamman |             |             |             |             |
| Alexander Jensen |             |             |             |             |
| A.E. Poulsen |             |             |             |             |
| M. Køie |             |             |             |             |
| E.H. Kranck |             |             |             |             |
| Th. Sahlstein |             |             |             |             |
| S.H. Hasselbalch |             |             |             |             |
| O. Eklund |             |             |             |             |
| J. Gustavson |             |             |             |             |
| A. Paulin |             |             |             |             |
| A. Dahl |             |             |             |             |
| B. Petersen |             |             |             |             |
| H. Schourup Sørensen |             |             |             |             |
| H. Bütler |             |             |             |             |
| C. Bürgi |             |             |             |             |
| V. Kann Rasmussen |             |             |             |             |
| G. Ohlsson |             |             |             |             |
| B. Granström |             |             |             |             |
| G. Wängsjö |             |             |             |             |
| J. Troelsen |             |             |             |             |
| H. Aldinger |             |             |             |             |
| K. Lupander |             |             |             |             |
| E. Wenk |             |             |             |             |
| V. Backlund |             |             |             |             |
| A. Gansser |             |             |             |             |
| R. Masson |             |             |             |             |
| Allan Lind |             |             |             |             |
| B. Malmberg |             |             |             |             |
| S. Arnell |             |             |             |             |
| S. Hansson |             |             |             |             |
| O. Harder Jensen |             |             |             |             |
| Richard Nielsen |             |             |             |             |
| G. Malmqvist |             |             |             |             |
| E. Drastrup |             |             |             |             |
| H. Schweitzer |             |             |             |             |
| O. Seidenfaden |             |             |             |             |
| Kartografhold |             |             |             |             |
| Th. Johansen |             |             |             |             |
| O. Simonsen |             |             |             |             |
| S.O. Stenør |             |             |             |             |
| L. Bruhn |             |             |             |             |
| A.B.C. Madsen |             |             |             |             |
| V. Devantier |             |             |             |             |
| P. Halfdaner |             |             |             |             |
| S. Kofoed |             |             |             |             |
| A. Arnholz |             |             |             |             |
| S.A. Larsen |             |             |             |             |
| E. Drastrup |             |             |             |             |
| Ib Poulsen *) |             |             |             |             |
| Flyvere+luftfotografer |             |             |             |             |
| N.V.Petersen |             |             |             |             |
| H. Harms |             |             |             |             |
| J. Münter |             |             |             |             |
| E. Overbye |             |             |             |             |
| H. Herschend |             |             |             |             |
| H.H. Nielsen |             |             |             |             |
| J. Tovdahl |             |             |             |             |
| E. Bonde |             |             |             |             |
| V. Kramme |             |             |             |             |
| Frode Hansen |             |             |             |             |
| Frede Kjær |             |             |             |             |
| H.J. Jensen |             |             |             |             |
| Juul Sørensen |             |             |             |             |
| V. Jensen |             |             |             |             |
| Thorkild Petersen |             |             |             |             |
| H.V. Jensen |             |             |             |             |
| K.V. Palskjold |             |             |             |             |
| A. Hatting |             |             |             |             |
| H. Bonde-Hansen |             |             |             |             |
| Greve Rasmussen |             |             |             |             |
| Zoolog/hydrograf hold |             |             |             |             |
| G. Thorson |             |             |             |             |
| A. Pedersen |             |             |             |             |
| R. Spärck |             |             |             |             |
| J. Brændegaard |             |             |             |             |
| Holger Madsen |             |             |             |             |
| Helge Knudsen |             |             |             |             |
| Søgaard Andersen |             |             |             |             |
| H. Ussing |             |             |             |             |
| E. Møller |             |             |             |             |
| Botanikerhold |             |             |             |             |
| Th. Sørensen |             |             |             |             |
| P.E. Gelting |             |             |             |             |
| Søren Lund |             |             |             |             |
| Arkæologhold |             |             |             |             |
| Helge Larsen |             |             |             |             |
| A. Schwarck |             |             |             |             |
| P.V. Glob |             |             |             |             |
| H. Norling-Christensen |             |             |             |             |
| Stationspersonale |             |             |             |             |
| Aa. de Lemos |             |             |             |             |
| Jørgen Petersen |             |             |             |             |
| Benjamin Samuelsen |             |             |             |             |
| Axel Nielsen |             |             |             |             |
| Johan Davidsen |             |             |             |             |
| Jørgen Barnabas |             |             |             |             |
| S.K. Esbensen |             |             |             |             |
| Ib Poulsen *) |             |             |             |             |

#### Overvintringsholdene
De overvintrende deltagere blev fordelt på de 2 hoved forskningsstationer "Eskimonæs" og "Ella Ø". I vinteren 1932-33 blev der desuden oprettet et hold på stationen "Kulhus". Alle tre stationer var udstyret med radio, de de overvintrende kunne kommunikere med hinanden.
| Deltagerne er mærket med fagområder svarende til sommer-arbejdsholdene: - Geologi - Kartograf - Zoologi/Hydrografi - Botanik - Arkæologi - Stationspersonale \| Deltagere \| Vinteren 1931-1932 \| Vinteren 1932-1933 \| Vinteren 1933-1934 \| \| ------------------ \| ------------------ \| ------------------ \| ------------------ \| \| Eskimonæs \| \| \| \| \| Th. Johansen \| \| \| \| \| C. Teichert \| \| \| \| \| A. Pedersen \| \| \| \| \| P.E. Gelting \| \| \| \| \| Helge Larsen \| \| \| \| \| Axel Nielsen \| \| \| \| \| A. Schwarck \| \| \| \| \| Johan Davidsen \| \| \| \| \| V. Devantier \| \| \| \| \| Eigil Nielsen \| \| \| \| \| Holger Madsen \| \| \| \| \| P. Halfdaner \| \| \| \| \| O. Eklund \| \| \| \| \| B. Malmberg \| \| \| \| \| E. Drastrup \| \| \| \| \| Benjamin Samuelsen \| \| \| \| \| Ella Ø \| \| \| \| \| O. Stenør \| \| \| \| \| O. Simonsen \| \| \| \| \| A. Noe-Nygaard \| \| \| \| \| G. Thorson \| \| \| \| \| Th. Sørensen \| \| \| \| \| Aa. De Lemos \| \| \| \| \| Jørgen Petersen \| \| \| \| \| Benjamin Samuelsen \| \| \| \| \| E. Wegmann \| \| \| \| \| P.V. Glob \| \| \| \| \| Jørgen Barnabas \| \| \| \| \| H. Bütler \| \| \| \| \| Søgaard Andersen \| \| \| \| \| Kulhus \| \| \| \| \| A.B.C. Madsen \| \| \| \| \| P. Halfdaner \| \| \| \| \| A. Pedersen \| \| \| \| \| A. Schwarck \| \| \| \| |                    |                    |                    |
| Deltagere | Vinteren 1931-1932 | Vinteren 1932-1933 | Vinteren 1933-1934 |
| Eskimonæs |                    |                    |                    |
| Th. Johansen |                    |                    |                    |
| C. Teichert |                    |                    |                    |
| A. Pedersen |                    |                    |                    |
| P.E. Gelting |                    |                    |                    |
| Helge Larsen |                    |                    |                    |
| Axel Nielsen |                    |                    |                    |
| A. Schwarck |                    |                    |                    |
| Johan Davidsen |                    |                    |                    |
| V. Devantier |                    |                    |                    |
| Eigil Nielsen |                    |                    |                    |
| Holger Madsen |                    |                    |                    |
| P. Halfdaner |                    |                    |                    |
| O. Eklund |                    |                    |                    |
| B. Malmberg |                    |                    |                    |
| E. Drastrup |                    |                    |                    |
| Benjamin Samuelsen |                    |                    |                    |
| Ella Ø |                    |                    |                    |
| O. Stenør |                    |                    |                    |
| O. Simonsen |                    |                    |                    |
| A. Noe-Nygaard |                    |                    |                    |
| G. Thorson |                    |                    |                    |
| Th. Sørensen |                    |                    |                    |
| Aa. De Lemos |                    |                    |                    |
| Jørgen Petersen |                    |                    |                    |
| Benjamin Samuelsen |                    |                    |                    |
| E. Wegmann |                    |                    |                    |
| P.V. Glob |                    |                    |                    |
| Jørgen Barnabas |                    |                    |                    |
| H. Bütler |                    |                    |                    |
| Søgaard Andersen |                    |                    |                    |
| Kulhus |                    |                    |                    |
| A.B.C. Madsen |                    |                    |                    |
| P. Halfdaner |                    |                    |                    |
| A. Pedersen |                    |                    |                    |
| A. Schwarck |                    |                    |                    |